# Arp 321
Arp 321 (ou HCG 40) est un groupe compact de galaxies situé dans la constellation de l'Hydre. Sa vitesse par rapport au fond diffus cosmologique est de 7 054 ± 24 km/s, ce qui correspond à une distance de Hubble de 104,0 ± 7,3 Mpc (∼339 millions d'al).
Arp 321 figure dans l'atlas des galaxies particulières d'Halton Arp comme un exemple de groupe de galaxies avec la note suivante : « Voie d'absorption nette en connexion avec la galaxie la plus au sud ». De par ses caractéristiques, le groupe figure dans le catalogue des groupes compacts de galaxies compilé par Paul Hikcson en 1982 sous la cote HCG 40.
Les galaxies du groupe se rapprochent lentement les unes des autres et pourraient finir par fusionner, donnant naissance à une galaxie elliptique géante et massive d'ici environ un milliard d'années.

## Galaxies membres
Arp 321 se compose de cinq galaxies qui apparaissent fortement rapprochées dans le ciel terrestre. Le groupe comprend trois galaxies spirales, une galaxie elliptique et une galaxie lenticulaire. Ces dernières sont désignées individuellement par les lettres A, B, C, D et E dans le catalogue d'Hickson.
Certaines sources mentionnent la présence d'un sixième membre, HCG 40F. Celui-ci, aussi désigné PGC 27517 s'avère être en réalité une étoile de notre galaxie, par conséquent située en avant-plan. Elle apparaît devant la galaxie HCG 40D (la plus à gauche sur l'image réalisée par Hubble).
La « voie d'absorption » décrite précédemment par Halton Arp correspond à la galaxie spirale vue par la tranche HCG 40C (à droite sur l'image de Hubble), la galaxie la plus au sud étant quant à elle HCG 40B. Selon la base de données Simbad, HCG 40D est une galaxie active de type Seyfert 1.
Le tableau ci-dessous présente une liste des galaxies membres du groupe avec quelques-unes de leurs caractéristiques. Les valeurs de distances et de diamètres proviennent de la base de données NASA/IPAC, et celles de la magnitude apparente (v) du site du professeur Seligman. Les valeurs de distances correspondent à celles selon la loi de Hubble-Lemaître (distance de Hubble), basée sur le décalage vers le rouge (redshift).
| Désignation (HCG) | Autre désignation | Type        | Magnitude (v) | Distance (Mpc)                         | Diamètre (Kpc)                  |
| ----------------- | ----------------- | ----------- | ------------- | -------------------------------------- | ------------------------------- |
| HCG 40A           | PGC 27509         | E           | ~ 13          | 102,70 ± 7,21 Mpc (∼335 millions d'al) | environ 50,36 kpc (∼164 000 al) |
| HCG 40B           | PGC 27513         | S0          | ~ 14          | 105,63 ± 7,42 Mpc (∼345 millions d'al) | environ 33,92 kpc (∼111 000 al) |
| HCG 40C           | PGC 27508         | SB          | ~ 15          | 99,51 ± 6,98 Mpc (∼325 millions d'al)  | environ 72,99 kpc (∼238 000 al) |
| HCG 40D           | PGC 27516         | SAB (SB0 ?) | ~ 14,5        | 100,78 ± 7,08 Mpc (∼329 millions d'al) | environ 44,39 kpc (∼145 000 al) |
| HCG 40E           | PGC 27515         | SAB         | ~ 16,5        | 102,86 ± 7,22 Mpc (∼335 millions d'al) | environ 22,29 kpc (∼72 700 al)  |

- Légende (type de galaxie) : E=Elliptique, S0=Lenticulaire, SB0=Lenticulaire barrée, SB=Spirale barrée, SAB=Spirale intermédiaire.

## Supernova
La supernova SN 2003D a été découverte dans HCG 40A (la galaxie elliptique du groupe) le 6 janvier 2003 par les astronomes amateurs américains Tim Puckett et Alex Langoussis. D'une magnitude apparente de 17,5 au moment de sa découverte, elle était de type Ia-pec.